# Eschwiller
Eschwiller település Franciaországban, Bas-Rhin megyében. Lakosainak száma 174 fő (2022. január 1.). Eschwiller Postroff, Baerendorf, Eywiller, Hirschland, Weyer és Wolfskirchen községekkel határos.

## Népesség
A település népességének változása:
| Lakosok száma | 196  | 187  | 184  | 183  | 183  | 191  | 185  | 180  | 174  |
|               | 2013 | 2015 | 2016 | 2017 | 2018 | 2019 | 2020 | 2021 | 2022 |